# Liste der denkmalgeschützten Objekte in Allhartsberg
Die Liste der denkmalgeschützten Objekte in Allhartsberg enthält die 5 denkmalgeschützten, unbeweglichen Objekte der Gemeinde Allhartsberg im niederösterreichischen Bezirk Amstetten.

## Denkmäler
| Foto |                 | Denkmal                                                                | Standort                                     | Beschreibung | Metadaten |
| ---- | --------------- | ---------------------------------------------------------------------- | -------------------------------------------- | --- | --- |
| ja   | Datei hochladen | Pfarrhof HERIS-ID: 31019 Objekt-ID: 27935                              | Markt 1 Standort KG: Allhartsberg            | Der Pfarrhof von Allhartsberg ist ein zweigeschoßiger, kubischer Bau aus der Mitte des 18. Jahrhunderts mit mächtigem Walmdach. | BDA-Hist.: Q37939699 Status: § 2a Stand der BDA-Liste: 2025-06-30 Name: Pfarrhof GstNr.: .30 Pfarrhof Allhartsberg                                                                           |
| ja   | Datei hochladen | Kath. Pfarrkirche hl. Katharina HERIS-ID: 31018 Objekt-ID: 27934       | bei Markt 34 Standort KG: Allhartsberg       | Eine spätgotische Hallenkirche und mit massigem Nordturm. Der Chor mit 5/8-Schluss stammt aus der zweiten Hälfte des 14. Jahrhunderts. | BDA-Hist.: Q24040692 Status: § 2a Stand der BDA-Liste: 2025-06-30 Name: Kath. Pfarrkirche hl. Katharina GstNr.: .45 Pfarrkirche Allhartsberg, hl. Katharina                                  |
| ja   | Datei hochladen | Befestigung Türkenschanze HERIS-ID: 31029 Objekt-ID: 27949             | Purgstall Standort KG: Allhartsberg          | Anders, als der Name ahnen lässt, hat die Türkenschanze nichts mit den Türkenkriegen des späten Mittelalters und der frühen Neuzeit zu tun. Es handelt sich vielmehr um die Reste einer bronzezeitlichen Wehranlage. Für eine von manchen Autoren vermutete Nutzung im Mittelalter wurden keine Belege gefunden. Anmerkung: Ein großflächiges Wald- und Wiesengrundstück | BDA-Hist.: Q37939740 Status: Bescheid Stand der BDA-Liste: 2025-06-30 Name: Befestigung Türkenschanze GstNr.: 780, 782, 783                                                                  |
| ja   | Datei hochladen | Anlage Schloss Kröllendorf HERIS-ID: 113426 Objekt-ID: 131760seit 2020 | Kröllendorf 1 Standort KG: Kröllendorf       | Der im Kern aus dem 16. Jahrhundert stammende Bau wurde in der Mitte des 18. Jahrhunderts umgebaut und in der ersten Hälfte des 19. Jahrhunderts weiter verändert. | BDA-Hist.: Q56119528 Status: Bescheid Stand der BDA-Liste: 2025-06-30 Name: Anlage Schloss Kröllendorf GstNr.: .46/1, .46/2, .47, .48, 471/2, 526/2, 713/5 Schloss Kröllendorf, Allhartsberg |
| ja   | Datei hochladen | Kath. Filialkirche hl. Sebastian HERIS-ID: 31022 Objekt-ID: 27938      | bei Wallmersdorf 19 Standort KG: Kröllendorf | Der spätgotische Sakralbau mit Satteldach und einem Giebelreiter wurde Anfang des 16. Jahrhunderts errichtet. | BDA-Hist.: Q37939713 Status: § 2a Stand der BDA-Liste: 2025-06-30 Name: Kath. Filialkirche hl. Sebastian GstNr.: .14 Kath. Filialkirche hl. Sebastian, Wallmersdorf                          |